# Cantone di Les Planches-en-Montagne
Il Cantone di Les Planches-en-Montagne era una divisione amministrativa dell'arrondissement di Lons-le-Saunier.
A seguito della riforma approvata con decreto del 17 febbraio 2014, che ha avuto attuazione dopo le elezioni dipartimentali del 2015, è stato soppresso.

## Composizione
Comprendeva i comuni di:
- Bief-des-Maisons
- Les Chalesmes
- Chaux-des-Crotenay
- Crans
- Entre-deux-Monts
- Foncine-le-Bas
- Foncine-le-Haut
- Les Planches-en-Montagne